# Veracruz (västra Las Margaritas kommun)
Veracruz är en ort i Mexiko.   Den ligger i kommunen Las Margaritas och delstaten Chiapas, i den sydöstra delen av landet, 800 km öster om huvudstaden Mexico City. Veracruz ligger 1 559 meter över havet och antalet invånare är 1 062.
Terrängen runt Veracruz är kuperad norrut, men söderut är den platt. Runt Veracruz är det ganska glesbefolkat, med 30 invånare per kvadratkilometer. Närmaste större samhälle är Las Margaritas, 10,3 km söder om Veracruz. I omgivningarna runt Veracruz växer huvudsakligen savannskog.